# Constant Vanden Stock
Constant Vanden Stock (Anderlecht, 13 juni 1914 - Ukkel, 19 april 2008) was een Belgisch voetballer, trainer, voetbalbestuurder en ondernemer.
Vanden Stock was van 1971 tot 1996 voorzitter van RSC Anderlecht. Onder zijn bewind veroverde Anderlecht onder meer tien keer de landstitel, zeven keer de Beker van België, twee keer de Europacup II, één keer de UEFA Cup en twee keer de Europese Supercup. Constant Vanden Stock lag ook mee aan de basis van de invoering van het profvoetbal in België.  Naast het voetbal bouwde hij de brouwerij Belle-Vue uit tot een succesvol wereldmerk. In 2005 eindigde hij als 93e in de verkiezing van de De Grootste Belg.

## Jeugd
Constant Vanden Stock werd aan de vooravond van de Eerste Wereldoorlog geboren in de Brusselse gemeente Anderlecht. Hij was de zoon van Philémon Vanden Stock, een bierbrouwer gespecialiseerd in lambiek. Op 10-jarige leeftijd sloot de jonge Constant zich aan bij de lokale voetbalclub SC Anderlechtois.

## Voetbal

### Speler
Op het einde van het seizoen 1932/33 maakte Vanden Stock als linksachter zijn debuut in het eerste elftal van Anderlecht. De club speelde op dat ogenblik in Tweede Klasse en was al enkele jaren op zoek naar een nieuwe promotie. In zijn tweede seizoen werd Vanden Stock een vaste waarde bij paars-wit. Hij speelde elke wedstrijd mee. Halverwege het seizoen 1934/35 raakte hij geblesseerd. Vanden Stock zag vanuit de ziekenboeg hoe zijn ploegmaats in Reeks B kampioen werden. Anderlecht promoveerde dat jaar samen met Club Brugge, de kampioen uit Reeks A, naar Eerste Klasse. Het was het laatste seizoen van Anderlecht in Tweede Klasse. 
Vanden Stocks eerste jaar in de hoogste afdeling werd geen succes. Op 13 oktober 1935 liep hij een drievoudige beenbreuk op. Het was het begin van een lange revalidatie. Vanden Stock keerde pas in de tweede helft van het seizoen 1935/36 terug in het elftal. Niet veel later zorgde een nieuwe beenbreuk ervoor dat hij bij Anderlecht voorgoed uit de ploeg verdween.
In 1938 stapte Vanden Stock over naar de buren van Union Saint-Gilloise. De Brusselse club had midden jaren 30 nog drie titels op rij gewonnen, maar kon na de komst van Vanden Stock niet meer aansluiten bij de top. Vanden Stock zette in 1943 een punt achter zijn spelerscarrière, maar bleef tot 1950 officieel bij de club aangesloten. Na zijn afscheid bij Union focuste hij zich op zijn baan als bierbrouwer. Hij nam de brouwerij van zijn vader na diens deportatie over en bouwde Belle-Vue uit tot een wereldberoemd biermerk. In totaal speelde hij 65 officiële wedstrijden in de Eerste klasse.

### Selectieheer en voorzitter
Hoewel Vanden Stock zich in de jaren 40 vooral met de bierbrouwerij bezighield, verloor hij het Belgisch voetbal nooit uit het oog. Begin jaren 50 sloot hij zich op vraag van voorzitter Albert Roosens aan bij het veteranenelftal van Anderlecht. Het was Roosens manier om Vanden Stock en andere ex-spelers bij het bestuur van de club te betrekken. Vanden Stock werd bij zijn terugkeer verantwoordelijk voor het rekruteringscentrum van de club en trainde ondertussen de scholieren en cadetten van Anderlecht. Het was in die periode dat hij de jonge Paul Van Himst ontdekte. 

#### Nationale ploeg
Na enkele jaren hield Vanden Stock het voor bekeken. Hij belandde bij derdeklasser La Forestoise en werd voor het eerst voorzitter. Midden jaren 50 werd hij opgenomen in de selectiecommissie van de Koninklijke Belgische Voetbalbond (KBVB). De commissie selecteerde spelers voor de nationale ploeg, maar werd in 1958 opgedoekt. Vanden Stock werd vervolgens door de KBVB aangeduid als selectieheer. Tien jaar lang nam hij de Rode Duivels onder zijn hoede. Trainingen liet hij over aan anderen. Zo waren onder meer Victor Havlicek en Raymond Goethals bondscoach onder het toezicht van Vanden Stock. In 1968 kreeg hij een technische commissie, voorgezeten door René Hoste, boven zich. Dat was voor Vanden Stock het signaal om op te stappen en de fakkel door te geven aan Goethals.
Vanden Stock werd vervolgens opnieuw benaderd door Roosens. De voorzitter van Anderlecht bood een positie binnen het bestuur aan, maar Vanden Stock wou meer. Hij trok naar Club Brugge, waar hij één seizoen lang de functie van technisch directeur uitoefende onder voorzitter André De Clerck.

## RSC Anderlecht

#### Voorzitter van RSC Anderlecht

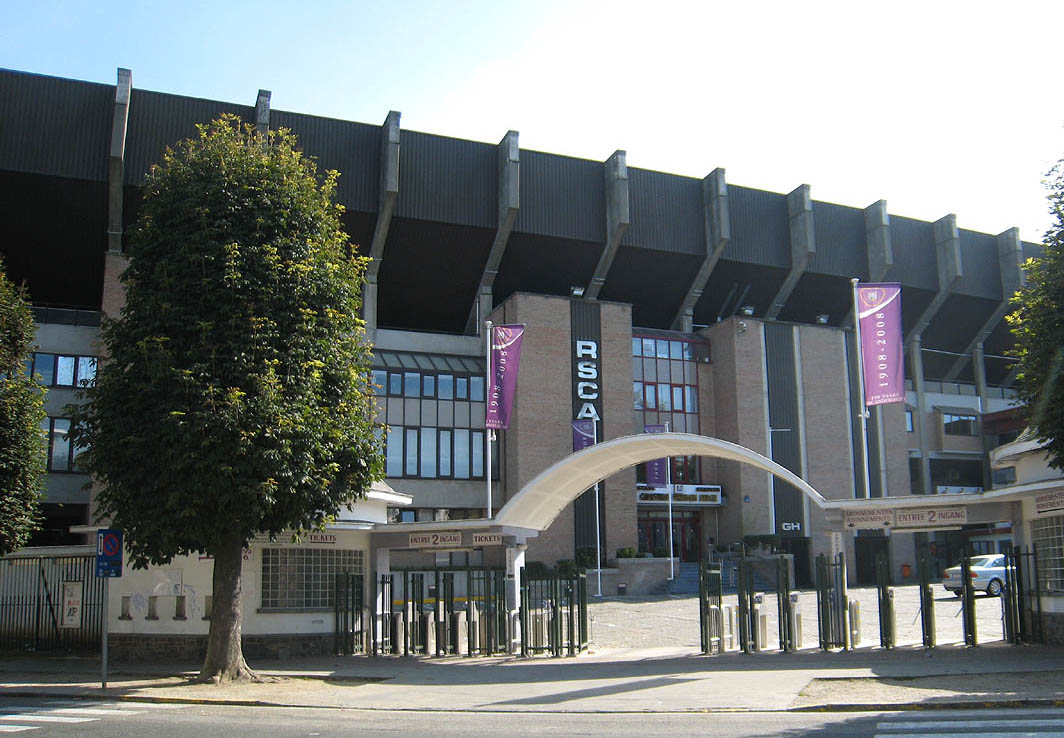
Het Constant Vanden Stockstadion.

In 1969 keerde Vanden Stock voorgoed terug naar het Astridpark. Eerst werd hij in het bestuur opgenomen, nadien kreeg hij de titel van ondervoorzitter. In 1971 nam hij het roer volledig over. Voorzitter Roosens verliet de club en werd secretaris-generaal bij de KBVB. Vanden Stock werd benoemd tot voorzitter en zette het eerste elftal meteen naar zijn hand. Trainer Pierre Sinibaldi werd bedankt voor bewezen diensten en vervangen door de meer gedisciplineerde Georg Keßler, de 30-jarige Jean Dockx plukte Vanden Stock weg bij stadsrivaal Racing White en Rob Rensenbrink ging hij persoonlijk in Brugge halen.  In zijn eerste seizoen als voorzitter veroverde Anderlecht meteen de dubbel.

#### Europees top en bekers
Vanden Stock investeerde veel in de hoop ook in Europa trofeeën te winnen. De club had toen Vanden Stock voorzitter werd al heel wat titels op zijn palmares, maar nog geen enkele Europese prijs. In 1976 bereikte RSC Anderlecht voor het eerst de finale van de Europacup II. Paars-wit won met 4-2 van West Ham United en werd zo de eerste Belgische club die een Europacup in de wacht kon slepen. In de daarop volgende jaren veroverde de club een tweede Europacup II en een tweede UEFA Super Cup. 
RSC Anderlecht werd onder Vanden Stock een Europese topper. Begin jaren 80 haalde Vanden Stock met Michel Verschueren voor het eerst een manager in huis. De loyale Verschueren werd meteen de rechterhand van Vanden Stock. In 1983 begonnen ze samen aan de renovaties van het Stade Émile Versé. Het stadion van de club werd omgedoopt tot het Constant Vanden Stockstadion en werd het eerste voetbalstadion in België met loges en business seats. Het deels vernieuwde stadion werd ingehuldigd met een galamatch tegen het FC Barcelona van Diego Maradona. De renovaties werden in 1991 afgerond.  
Ondertussen knoopte Anderlecht in Europa terug aan bij de Europese top. Onder leiding van Ivić kon Anderlecht in 1982 doorstoten tot de halve finale van de Europacup I. Daarin verloor het nipt van Aston Villa, de latere winnaar van Europacup I. Het was een van de grootste sportieve ontgoochelingen van Constant Vanden Stock.  Met spelers als Ludo Coeck, Frank Vercauteren en Juan Lozano en Paul Van Himst als trainer veroverde Anderlecht in 1983 de UEFA Cup tegen SL Benfica. Een jaar na de zege tegen Benfica stond Anderlecht opnieuw in de finale van de UEFA Cup. Anderlecht nam het in de finale op tegen het Engelse Tottenham Hotspur. Vanden Stock zag een tweede UEFA Cup uiteindelijk na strafschoppen aan zijn neus voorbijgaan. In het seizoen 1985/1986 bereikte Anderlecht opnieuw de halve finale van de Europacup I. Paarswit verloor de terugwedstrijd in en tegen Steaua Boekarest waardoor het een droomfinale tegen FC Barcelona misliep

### Finaleplaatsen Europabekers onder het voorzitterschap Constant Vanden Stock
RSC Anderlecht bereikte 6 keer een Europese bekerfinale tijdens het voorzitterschap van Vanden Stock Constant en won ook 2 maal de UEFA Super Cup
| UEFA Europabeker     | Winnaar              | Verliezend Finalist |
| -------------------- | -------------------- | ------------------- |
| Europacup II 1975/76 | RSC Anderlecht       | West Ham United     |
| UEFA Super Cup 1976  | RSC Anderlecht       | FC Bayern München   |
| Europacup II 1976/77 | Hamburger SV         | RSC Anderlecht      |
| Europacup II 1977/78 | RSC Anderlecht       | Austria Wien        |
| UEFA Super Cup 1978  | RSC Anderlecht       | Liverpool FC        |
| UEFA Cup 1982/83     | RSC Anderlecht       | SL Benfica          |
| UEFA Cup 1983/84     | Tottenham Hotspur FC | RSC Anderlecht      |
| Europacup II 1989/90 | UC Sampdoria         | RSC Anderlecht      |

Zie ook: Lijst van Europese wedstrijden van RSC Anderlecht

#### "Bellemans" en affaire Nottingham
Tot de jaren 80 was het gebruik van zwart geld schering en inslag in Belgisch voetbal. Zowat elke club betaalde delen van spelers- en trainerslonen in het zwart. Het zwartgeldcircuit werd in 1984 per toeval ontdekt door onderzoeksrechter Guy Bellemans. Hij leidde een onderzoek naar een omkoopschandaal van Standard Luik en stootte zo op het zwart geld van de Rouches. Bellemans trok nadien ook de boekhoudingen bij andere Belgische clubs na. Vanden Stock en Verschueren werden ondervraagd en gaven uiteindelijk het bestaan van een zwarte kas toe. Het was het begin van een financieel moeilijke periode voor de club. In tegenstelling tot bij andere clubs betaalde Constant Vanden Stock, uit eigen zak, alle boetes van de spelers ten gevolge van de in het zwart ontvangen spelerspremies.
Een jaar na de gewonnen UEFA beker finale tegen SL Benfica bereikte Anderlecht opnieuw de halve finale van de UEFA beker.  Anderlecht nam het in de halve finale van de UEFA Cup op tegen Nottingham Forest, maar verloor de heenwedstrijd met 2-0. Anderlecht stond voor een bijna onmogelijke opdracht. De terugwedstrijd werd gefloten door de Spaanse scheidsrechter Emilio Guruceta Muro. De Spanjaard keurde een goal van Nottingham af en kende Anderlecht, al dan niet terecht, een strafschop toe. Anderlecht won uiteindelijk met 3-0, net voldoende om door te stoten.
Jean Elst en René Van Aeken, twee Antwerpenaren met een crimineel verleden, kwamen te weten dat Vanden Stock onrechtstreeks de Spaanse scheidsrechter een bedrag van 1 miljoen BEF (zo'n €25.000) had toegestopt na tussenkomst van Antwerpenaar Raymond De Deken die destijds de scheidsrechters begeleidde en ontving tijdens de thuiswedstrijden van Anderlecht.  Mocht de bewuste scheidsrechter het bedrag niet ontvangen zou hij, volgens de woorden van tussenpersoon Raymond De Deken, mogelijks in het nadeel van Anderlecht fluiten. Vanden Stock ging overstag en beweerde dat het om een onschuldige lening ging. Elst en Van Aeken kwamen dit te weten en de twee chanteerden Vanden Stock en eisten jarenlang zwijggeld tot het moment dat hij het voorzitterschap aan zijn zoon Roger doorgaf. Elst en Van Aeken hoopten aanvankelijk dat ook de nieuwe voorzitter zwijggeld zou betalen, maar Roger Vanden Stock wist niet dat zijn vader jarenlang was gechanteerd en weigerde in te gaan op het voorstel van Elst en Van Aeken. Het omkoopschandaal lekte uit in de pers en de club kwam in moeilijke papieren. De UEFA dreigde in te grijpen, maar omdat de zaak verjaard was en bij gebrek aan bewijzen, ontsnapte Anderlecht uiteindelijk aan een straf. In 1997 gaf hij in een interview met Het Laatste Nieuws toe dat hij de scheidsrechter geld had geleend, maar dat de transactie pas na de wedstrijd was doorgegaan en op uitdrukkelijke vraag van de tussenpersoon. Hij ontkende ook met klem dat het geld van de club afkomstig was: "Ik heb dat miljoen uit mijn eigen zak betaald. Dat kwam niet uit de kas van de club."

## Brouwerij Belle-Vue

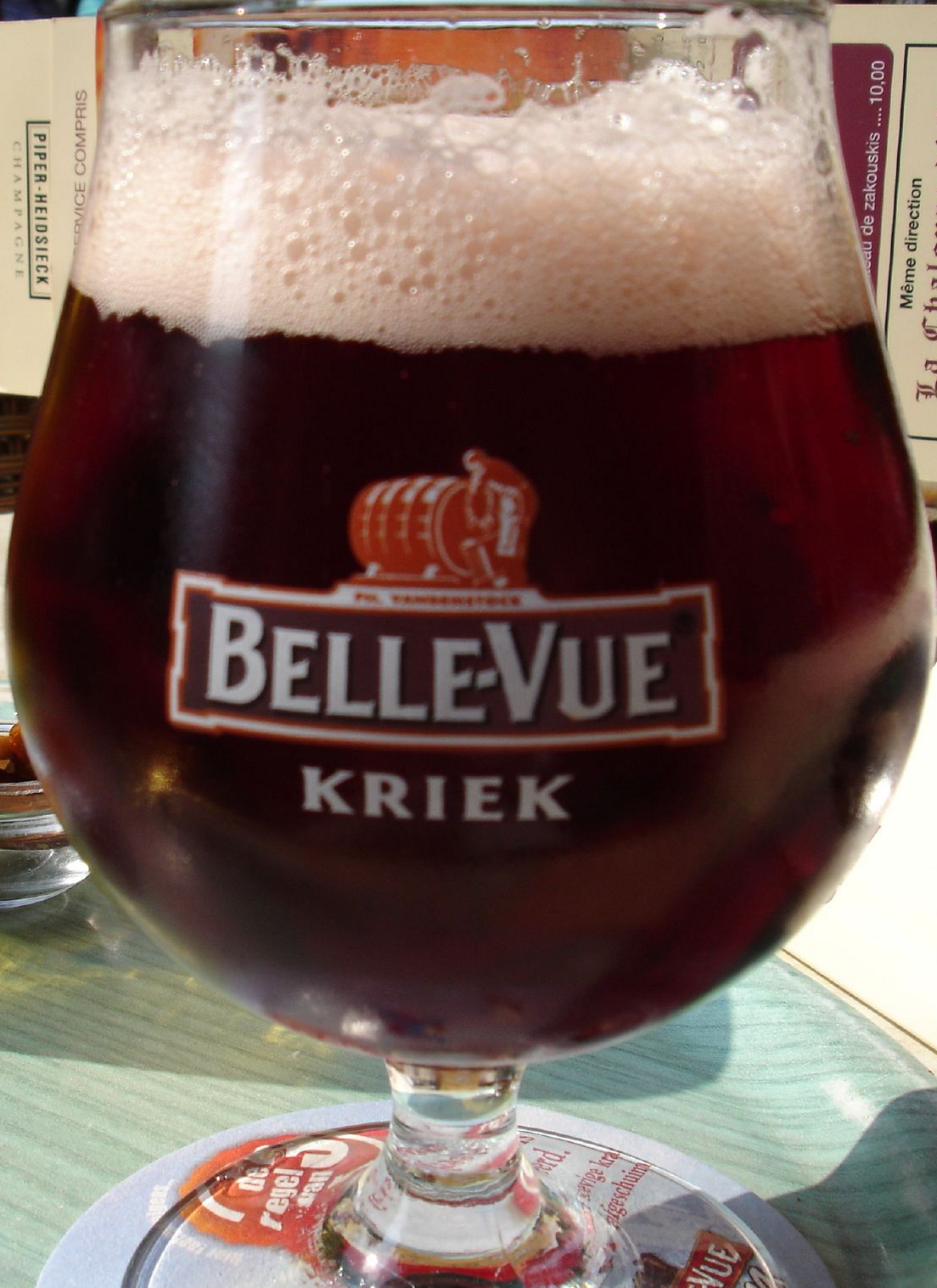
Een kriek Belle-Vue.

Op 14-jarige leeftijd begon Vanden Stock in de brasserie van zijn ouders te werken. De brasserie, gelegen in de Paul Jansonlaan, droeg de naam Belle-Vue. In 1940 richtte zijn vader de brouwerij Belle-Vue op. Drie jaar later werd hij gedeporteerd en nam Constant de brouwerij over. Hij bouwde het bedrijf uit tot een grote onderneming met meer dan 500 werknemers. Door het succes van Belle-Vue kon Vanden Stock in zijn voetbalclub investeren. Van 1973 tot 1981 was Belle-Vue hoofdsponsor van Anderlecht. In 1991 verkocht de familie Vanden Stock de brouwerij voor 1 miljard BEF (zo'n €25 miljoen) aan Interbrew.

## Overlijden
In 1996 volgde Roger Vanden Stock zijn vader op als voorzitter van Anderlecht. Constant Vanden Stock bleef nauw betrokken bij de club en kreeg de titel erevoorzitter. Hij bleef regelmatig wedstrijden bijwonen en volgde het bestuur op de voet. In 2005 werd hij voor het eerst opgenomen in het ziekenhuis. De toen 91-jarige Vanden Stock had last van evenwichtsstoornissen. Een jaar later werd hij na een hartaanval opnieuw opgenomen. Hij overleed op 19 april 2008 na een lange ziekte. Vanden Stock werd 93 jaar en overleed net voor de 100e verjaardag van 'zijn' Anderlecht. De uitvaartplechtigheid vond plaats in de collegiale kerk van Sint-Pieter-en-Sint-Guido in Anderlecht. Vanden Stock werd begraven in het familiegraf op de begraafplaats Vogelenzang.

## Stamboom
|  |  |  |  |                                   |                                   |                                   |                                   |                                   |                                   |                            |                            |                            |                            |                            |                            |                           |                           |                   |                   | Philémon Vanden Stock (1886-1945) | Philémon Vanden Stock (1886-1945) | Philémon Vanden Stock (1886-1945) | Philémon Vanden Stock (1886-1945) | Philémon Vanden Stock (1886-1945) | Philémon Vanden Stock (1886-1945) |  |  | Marie Van den Borre     | Marie Van den Borre     | Marie Van den Borre     | Marie Van den Borre     | Marie Van den Borre     | Marie Van den Borre     |  |  |                       |                       |                       |                       |                       |                       |  |  |                           |                           |                           |                           |                           |                           |                        |                        |                        |                        |
|  |  |  |  |                                   |                                   |                                   |                                   |                                   |                                   |                            |                            |                            |                            |                            |                            |                           |                           |                   |                   | Philémon Vanden Stock (1886-1945) | Philémon Vanden Stock (1886-1945) | Philémon Vanden Stock (1886-1945) | Philémon Vanden Stock (1886-1945) | Philémon Vanden Stock (1886-1945) | Philémon Vanden Stock (1886-1945) |  |  | Marie Van den Borre     | Marie Van den Borre     | Marie Van den Borre     | Marie Van den Borre     | Marie Van den Borre     | Marie Van den Borre     |  |  |                       |                       |                       |                       |                       |                       |  |  |                           |                           |                           |                           |                           |                           |                        |                        |                        |                        |
|  |  |  |  |                                   |                                   |                                   |                                   |                                   |                                   |                            |                            |                            |                            |                            |                            |                           |                           |                   |                   |                                   |                                   |                                   |                                   |                                   |                                   |  |  |                         |                         |                         |                         |                         |                         |  |  |                       |                       |                       |                       |                       |                       |  |  |                           |                           |                           |                           |                           |                           |                        |                        |                        |                        |
|  |  |  |  |                                   |                                   |                                   |                                   |                                   |                                   |                            |                            |                            |                            |                            |                            |                           |                           |                   |                   |                                   |                                   |                                   |                                   |                                   |                                   |  |  |                         |                         |                         |                         |                         |                         |  |  |                       |                       |                       |                       |                       |                       |  |  |                           |                           |                           |                           |                           |                           |                        |                        |                        |                        |
|  |  |  |  | Constant Vanden Stock (1914-2008) | Constant Vanden Stock (1914-2008) | Constant Vanden Stock (1914-2008) | Constant Vanden Stock (1914-2008) | Constant Vanden Stock (1914-2008) | Constant Vanden Stock (1914-2008) |                            |                            | Claire De Mey (1915-2008)  | Claire De Mey (1915-2008)  | Claire De Mey (1915-2008)  | Claire De Mey (1915-2008)  | Claire De Mey (1915-2008) | Claire De Mey (1915-2008) |                   |                   |                                   |                                   |                                   |                                   |                                   |                                   |  |  |                         |                         |                         |                         |                         |                         |  |  | Octave Collin (-1962) | Octave Collin (-1962) | Octave Collin (-1962) | Octave Collin (-1962) | Octave Collin (-1962) | Octave Collin (-1962) |  |  | Marie-Louise Vanden Stock | Marie-Louise Vanden Stock | Marie-Louise Vanden Stock | Marie-Louise Vanden Stock | Marie-Louise Vanden Stock | Marie-Louise Vanden Stock |                        |                        |                        |                        |
|  |  |  |  | Constant Vanden Stock (1914-2008) | Constant Vanden Stock (1914-2008) | Constant Vanden Stock (1914-2008) | Constant Vanden Stock (1914-2008) | Constant Vanden Stock (1914-2008) | Constant Vanden Stock (1914-2008) |                            |                            | Claire De Mey (1915-2008)  | Claire De Mey (1915-2008)  | Claire De Mey (1915-2008)  | Claire De Mey (1915-2008)  | Claire De Mey (1915-2008) | Claire De Mey (1915-2008) |                   |                   |                                   |                                   |                                   |                                   |                                   |                                   |  |  |                         |                         |                         |                         |                         |                         |  |  | Octave Collin (-1962) | Octave Collin (-1962) | Octave Collin (-1962) | Octave Collin (-1962) | Octave Collin (-1962) | Octave Collin (-1962) |  |  | Marie-Louise Vanden Stock | Marie-Louise Vanden Stock | Marie-Louise Vanden Stock | Marie-Louise Vanden Stock | Marie-Louise Vanden Stock | Marie-Louise Vanden Stock |                        |                        |                        |                        |
|  |  |  |  |                                   |                                   |                                   |                                   |                                   |                                   |                            |                            |                            |                            |                            |                            |                           |                           |                   |                   |                                   |                                   |                                   |                                   |                                   |                                   |  |  |                         |                         |                         |                         |                         |                         |  |  |                       |                       |                       |                       |                       |                       |  |  |                           |                           |                           |                           |                           |                           |                        |                        |                        |                        |
|  |  |  |  |                                   |                                   |                                   |                                   |                                   |                                   |                            |                            |                            |                            |                            |                            |                           |                           |                   |                   |                                   |                                   |                                   |                                   |                                   |                                   |  |  |                         |                         |                         |                         |                         |                         |  |  |                       |                       |                       |                       |                       |                       |  |  |                           |                           |                           |                           |                           |                           |                        |                        |                        |                        |
|  |  |  |  |                                   |                                   |                                   |                                   |                                   |                                   | Roger Vanden Stock (1942-) | Roger Vanden Stock (1942-) | Roger Vanden Stock (1942-) | Roger Vanden Stock (1942-) | Roger Vanden Stock (1942-) | Roger Vanden Stock (1942-) |                           |                           | Lucienne Liebaert | Lucienne Liebaert | Lucienne Liebaert                 | Lucienne Liebaert                 | Lucienne Liebaert                 | Lucienne Liebaert                 |                                   |                                   |  |  | Philippe Collin (1946-) | Philippe Collin (1946-) | Philippe Collin (1946-) | Philippe Collin (1946-) | Philippe Collin (1946-) | Philippe Collin (1946-) |  |  |                       |                       |                       |                       |                       |                       |  |  |                           |                           |                           |                           | Jeanine Collin (1941-)    | Jeanine Collin (1941-)    | Jeanine Collin (1941-) | Jeanine Collin (1941-) | Jeanine Collin (1941-) | Jeanine Collin (1941-) |
|  |  |  |  |                                   |                                   |                                   |                                   |                                   |                                   | Roger Vanden Stock (1942-) | Roger Vanden Stock (1942-) | Roger Vanden Stock (1942-) | Roger Vanden Stock (1942-) | Roger Vanden Stock (1942-) | Roger Vanden Stock (1942-) |                           |                           | Lucienne Liebaert | Lucienne Liebaert | Lucienne Liebaert                 | Lucienne Liebaert                 | Lucienne Liebaert                 | Lucienne Liebaert                 |                                   |                                   |  |  | Philippe Collin (1946-) | Philippe Collin (1946-) | Philippe Collin (1946-) | Philippe Collin (1946-) | Philippe Collin (1946-) | Philippe Collin (1946-) |  |  |                       |                       |                       |                       |                       |                       |  |  |                           |                           |                           |                           | Jeanine Collin (1941-)    | Jeanine Collin (1941-)    | Jeanine Collin (1941-) | Jeanine Collin (1941-) | Jeanine Collin (1941-) | Jeanine Collin (1941-) |
|  |  |  |  |                                   |                                   |                                   |                                   |                                   |                                   |                            |                            |                            |                            |                            |                            |                           |                           |                   |                   |                                   |                                   |                                   |                                   |                                   |                                   |  |  |                         |                         |                         |                         |                         |                         |  |  |                       |                       |                       |                       |                       |                       |  |  |                           |                           |                           |                           |                           |                           |                        |                        |                        |                        |
|  |  |  |  |                                   |                                   |                                   |                                   |                                   |                                   |                            |                            |                            |                            |                            |                            |                           |                           |                   |                   |                                   |                                   |                                   |                                   |                                   |                                   |  |  |                         |                         |                         |                         |                         |                         |  |  |                       |                       |                       |                       |                       |                       |  |  |                           |                           |                           |                           |                           |                           |                        |                        |                        |                        |
|  |  |  |  |                                   |                                   |                                   |                                   |                                   |                                   |                            |                            | Julie Vanden Stock (1969)  | Julie Vanden Stock (1969)  | Julie Vanden Stock (1969)  | Julie Vanden Stock (1969)  | Julie Vanden Stock (1969) | Julie Vanden Stock (1969) |                   |                   | Claire Vanden Stock (1970-)       | Claire Vanden Stock (1970-)       | Claire Vanden Stock (1970-)       | Claire Vanden Stock (1970-)       | Claire Vanden Stock (1970-)       | Claire Vanden Stock (1970-)       |  |  |                         |                         |                         |                         |                         |                         |  |  |                       |                       |                       |                       |                       |                       |  |  |                           |                           |                           |                           |                           |                           |                        |                        |                        |                        |

## Trivia
- In 1995 had hij een cameo in F.C. De Kampioenen.